# بستژتسا ستارا
بستژتسا ستارا (به لهستانی:  Bystrzyca Stara) یک روستا در لهستان است که در گمینا ستژژویتسه واقع شده‌است. بستژتسا ستارا ۴۵۱ نفر جمعیت دارد.